# キダルの襲撃 (2013年4月12日)
キダルの襲撃（キダルのしゅうげき、フランス語：Attentat de Kidal）は、マリ北部紛争中、キダル圏キダル市内で発生した自爆テロ。

## 経過
当時、キダル市はMNLAとMIAによって占拠されている。フランス軍とチャド軍は市外の空港に宿営地を築き守備を固めていた。イフォガスの戦いの後、戦闘に参加したチャド軍は4月5日キダルに帰投している。基本的にフランス軍はガオに再配備されており、キダルには特殊部隊を含む約150人が残るのみであった。
チャド軍の発表によれば同日0950時ごろに男がチャド軍兵士の通過中に露店で自爆した。チャド軍部隊の一群は物資調達のため金曜日にキダルの市場を訪れる。この一群が市場内に入ったのち、自爆テロ犯はベルトを爆発させた。これにより兵士3人が即死し、4人が重傷を負った。
地元住民によれば、事件は街の市場から約100メートルで起き、日頃からチャド軍兵士が頻繁に往来していた場所であった
チャド参謀本部の暫定評価によれば、チャド兵3人が死亡しこの内2人が士官で、4人が負傷し、他に民間人5人が負傷するとした。後にガオ市の病院で負傷していた4人目のチャド兵が死亡する。
MUJAOは攻撃の実行をしたと声明を発した。
爆発後、一部のチャド兵は住民を分散させて爆発現場に近づくのを阻止するため自動小銃を空に向けて発砲した。次に起きるかもしれない攻撃に備えMNLA戦闘員は街の5ヶ所の出入り口を固めた。
キダルで活動している人道援助従事者ララ・マイガ（Lalla Maiga）の証言によると、他に爆弾ベストを抱かえたイスラム戦闘員2人が死亡している。
同日、シディ·アマル・ウルド・アルゴル（Sidi Amar Ould Algor）という男がチャド兵とMNLA戦闘員に逮捕され、キダル市場での自爆車両の所有者であることを自白する。